# William Barak
William Barak, auch Beruk, (* 1824 in Croydon; † 15. August 1903 in Coranderrk) war der letzte Ngurungaeta (Stammesführer) des Wurundjeri-Willam Clans, dessen Mitglieder bis zum heutigen Tag im Gebiet um Melbourne in Australien leben. Barak setzte sich entschieden für soziale Gerechtigkeit und für den Erhalt der Kultur der Wurundjeri ein.

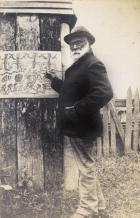
Barak skizziert eine Corroboree.

## Leben
Bebejan war sein Vater, ein Stammesführer (elder oder ngurungaeta). Barak wurde als das sechste Kind seiner Familie geboren, heiratete dreimal und hatte selbst drei Kinder. Barak soll mit seinem Vater dabei gewesen sein, als acht Stammesführer und John Batman den Batman-Vertrag im Jahre 1835 angeblich unterzeichneten.
Ninggalobin, Poleorong und Billibellary waren nicht nur bedeutende Wurundjeri-Stammesführer, sondern auch Liedersänger. Die europäische Kolonisation störte das Abhalten von Initiations-Zeremonien der Aborigines. Als Antwort darauf versammelten sich die drei Stammesführer im südlichen Yarra in den späten 1830er Jahren und wiesen den jungen William Barak in dieses Geheimwissen ein. Dabei wurden Barak die Symbole der Männlichkeit überreicht: Streifen von Possum-Haut, die um seinen Bizeps gewickelt wurden, das Gombert, eine Halskette aus Schilfgras, und ein Branjep, die Schürze, die von Männern getragen wurde, um ihre Genitalien zu bedecken. Am Ende der Zeremonie übergab Barak seinem Onkel Billibellary einen Possumhaut-Mantel.
Berak besuchte die staatliche Yarra Mission School von 1837 bis 1839. Als er im Jahre 1844 in die Native-Police-Corps eintrat, wurde ihm der Namen William und Baruk (daraus wurde William Barak) verliehen und er erhielt die Police Trooper No. 19. Zu Beginn des Jahres 1863 ging Barak mit 30 anderen Aborigines in die Coranderrk Station, nahe dem Ort Healesville.
Nach dem Tod von Stammesführer Simon Wonga im Jahre 1875 wurde er Clanführer. Er setzte sich für seinen Stamm ein und war ein erfolgreicher Verhandlungsführer. Er war hoch angesehen, sowohl unter den Aborigines als auch unter den europäischen Siedlern.
Er pflegte eine Freundschaft mit dem Schweizer Auswanderer und Winzer Guillaume de Pury.

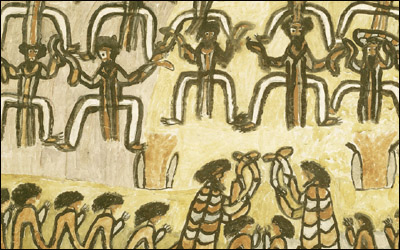
Figuren im Possumhaut-Mantel, 1898 von William Barak.

## Maler
An Barak erinnern seine Kunstwerke, die das traditionelle Leben der Aborigines und die Begegnung mit den europäischen Volksgruppen zeigen. Er hatte keine formale Ausbildung zum Künstler absolviert. Die meisten seiner Malwerke entstanden in den 1880er und 1890er Jahren in Coranderrk. Sie sind höchst wertvoll und werden in den führenden Galerien Australiens gezeigt. Seine Arbeiten befinden sich in Dauerausstellungen in der National Gallery of Victoria und im Ian Potter Centre am Federation Square in Melbourne. Sein Werk Ceremony von 1895 ist in der Ballarat Fine Art Gallery in Ballarat ausgestellt.
Barak starb in Coranderrk im Jahre 1903 und wurde im Coranderrk Cemetery beerdigt.

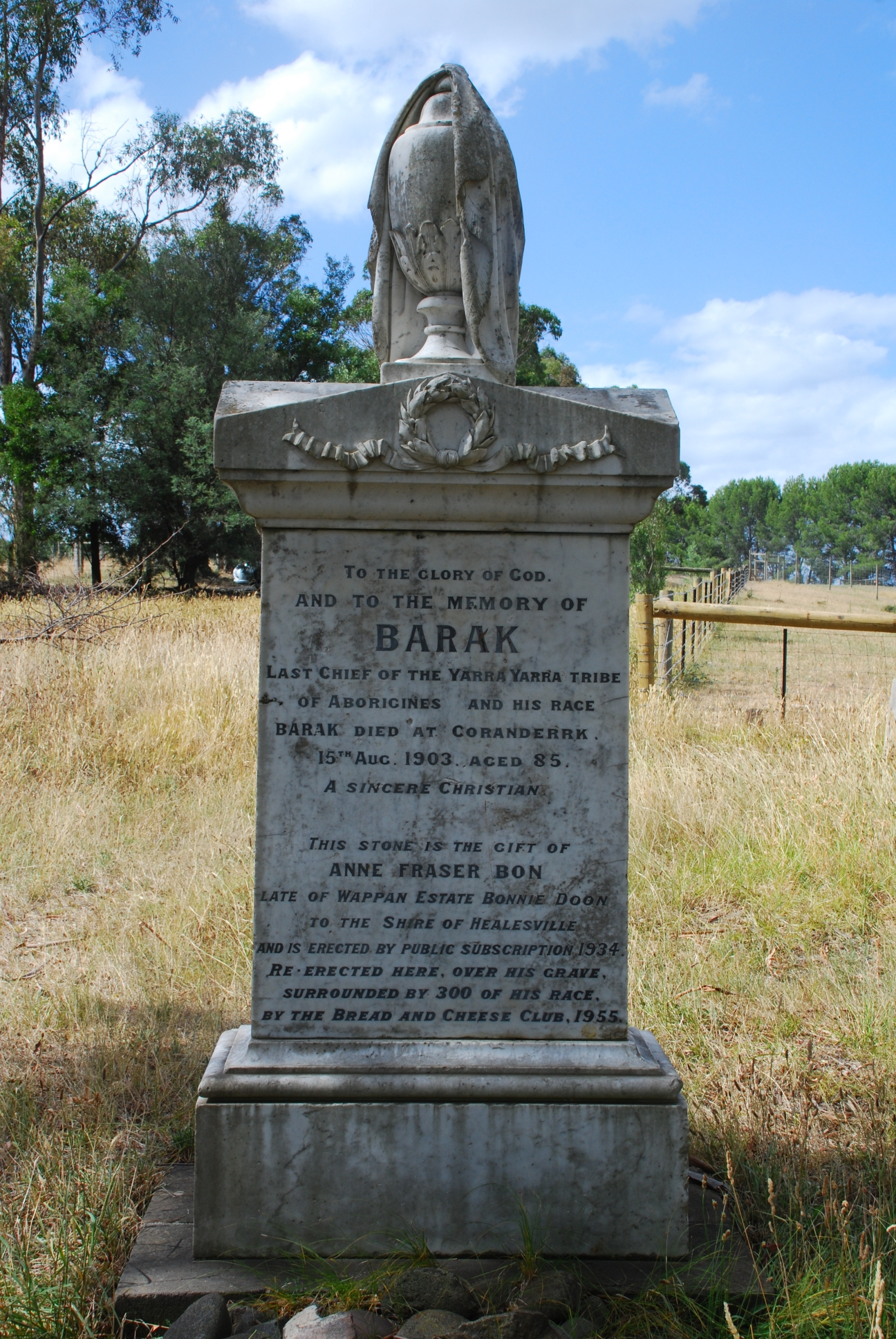
Das Grab und Grabstein von Barak auf dem Coranderrk Cemetery.

## Namensgebung
Im Jahre 2005 bekam die 525 Meter lange Fußbrücke im Zentrum von Melbourne den Namen William Barak bridge. Auf der Brücke ist ein Lied "Proximities" installiert, das ein Willkommenslied abspielt, das teilweise ein Nachkömmling von Barak, Joy Murphy Wandin, in der Sprache der Woiwurrung singt. Victor de Pury porträtierte Barak und nannte ihn King Barak.